# Gerald Näscher
Gerald Näscher (* 12. September 1965) ist ein ehemaliger liechtensteinischer Skirennläufer und Freestyle-Skier.

## Biografie
Gerald Näscher nahm an den Alpinen Ski-Juniorenweltmeisterschaften 1982 teil. Bei den Weltmeisterschaften 1987 belegte er im Slalom den 24. und im Super-G den 26. Platz. Bei den Olympischen Winterspielen 1988 in Calgary startete er im Slalom, schied jedoch im ersten Lauf aus.
In der Saison 2004/05 startete er im Freestyle-Skiing-Weltcup in der Disziplin Skicross.